# Monte Redondo (Torres Vedras)
Monte Redondo ist ein Ort und eine ehemalige Gemeinde im mittleren Portugal.

## Geschichte
Funde wie die Reste der befestigten Siedlung Castro da Achada aus der Zeit der Castrokultur, aber auch Spuren aus der Jungsteinzeit und der Kupferzeit belegen eine vorgeschichtliche Besiedlung.
Mindestens seit dem 17. Jahrhundert ist Monte Redondo eine eigenständige Gemeinde. Das von Ende des 17. bis Anfang des 18. Jahrhunderts entstandene Herrenhaus der 1640 neu erworbenen und ausgebauten Quinta (Landgut) Quinta das Lapas zeugt von einer relativen Hochphase.
Im Zuge der Gemeindereform 2013 wurde die Gemeinde Monte Redondo aufgelöst und mit Maxial zu einer neuen Gemeinde zusammengefasst.

## Verwaltung
Monte Redondo war Sitz einer gleichnamigen Gemeinde (Freguesia) im Kreis (Concelho) von Torres Vedras im Distrikt Lissabon. Die Gemeinde hatte 819 Einwohner (Stand 30. Juni 2011).
Folgende Ortschaften und Plätze gehörten zur Gemeinde:
- Alto do Zézinho
- Casal da Portela
- Casal do Bernardo
- Casal do Gil de Baixo
- Casal do Gil de Cima
- Casal Recaído
- Lapas Grandes
- Monte Redondo
- Quinta das Lapas

Mit der Gebietsreform im September 2013 wurden die Gemeinden Monte Redondo und Maxial zur neuen Gemeinde União das Freguesias de Maxial e Monte Redondo zusammengeschlossen.